# Centre d'Esports l'Hospitalet
Il Centre d'Esports l'Hospitalet, è una società calcistica con sede a L'Hospitalet de Llobregat, in Catalogna, in Spagna. 
Gioca nella Segunda División B, la terza serie del campionato spagnolo.

## Tornei nazionali
- 1ª División: 0 stagioni
- 2ª División: 3 stagioni
- 2ª División B: 30 stagioni
- 3ª División: 19 stagioni

## Palmarès

### Competizioni nazionali
- Segunda División B: 1

2012-2013
- Tercera División: 5

1959-1960, 1981-1982, 2004-2005, 2009-2010, 2019-2020

### Competizioni regionali
- Copa Catalunya: 1

2019-2020

### Altri piazzamenti
- Tercera División:

Secondo posto: 1960-1961, 2003-2004, 2008-2009, 2018-2019
Terzo posto: 2017-2018

## Stagioni
| Stagione    | Categoria | Posizione |
| ----------- | --------- | --------- |
| 1957/58     | 3ª        | 15°       |
| 1958/59     | 3ª        | 4°        |
| 1959/60     | 3ª        | 1°        |
| 1960/61     | 3ª        | 2°        |
| 1961/62     | 3ª        | 5°        |
| 1962/63     | 3ª        | 2°        |
| 1963/64     | 2ª        | 13°       |
| 1964/65     | 2ª        | 11°       |
| 1965/66     | 2ª        | 15°       |
| 1966/67     | 3ª        | 19°       |
| dal 1967-68 | Regionali | —         |
| al 1976-77  | Regionali | —         |
| 1977/78     | 3ª        | 10°       |
| 1978/79     | 3ª        | 20°       |
| 1980/81     | 3ª        | 8°        |
| 1981/82     | 3ª        | 1°        |

| Stagione | Categoria | Posizione |  |
| -------- | --------- | --------- |  |
| 1982/83  | 2ªB       | 14°       |  |
| 1983/84  | 2ªB       | 16°       |  |
| 1984/85  | 2ªB       | 12°       |  |
| 1985/86  | 2ªB       | 10°       |  |
| 1986/87  | 3ª        | 5°        |  |
| 1987/88  | 2ªB       | 5°        |  |
| 1988/89  | 2ªB       | 10°       |  |
| 1989/90  | 2ªB       | 9°        |  |
| 1990/91  | 2ªB       | 6°        |  |
| 1991/92  | 2ªB       | 5°        |  |
| 1992/93  | 2ªB       | 7°        |  |
| 1993/94  | 2ªB       | 6°        |  |
| 1994/95  | 2ªB       | 12°       |  |
| 1995/96  | 2ªB       | 13°       |  |
| 1996/97  | 2ªB       | 7°        |  |
| 1997/98  | 2ªB       | 12°       |  |

| Stagione | Categoria | Posizione |
| -------- | --------- | --------- |
| 1998/99  | 2ªB       | 12°       |
| 1999/00  | 2ªB       | 10°       |
| 2000/01  | 2ªB       | 6°        |
| 2001/02  | 2ªB       | 4°        |
| 2002/03  | 2ªB       | 19°       |
| 2003/04  | 3ª        | 3°        |
| 2004/05  | 3ª        | 1°        |
| 2005/06  | 2ªB       | 12°       |
| 2006/07  | 2ªB       | 4°        |
| 2007/08  | 2ªB       | 19°       |
| 2008/09  | 3ª        | 3°        |
| 2009/10  | 3ª        | 1°        |
| 2010/11  | 2ªB       | 6°        |

| Stagione | Categoria | Posizione |
| -------- | --------- | --------- |
| 2011/12  | 2ªB       | -         |